# Lista över världsmästare i backhoppning
Detta är en lista över medaljörer i världsmästerskapen i backhoppning

## Backhoppning - herrar

### Individuellt stor backe
Debuterade: 1925
| Spel                   | Guld                        | Silver                      | Brons                            |
| 1925 Johannisbad       | Willen Dick (TCH)           | Henry Ljungmann (NOR)       | František Wende (TCH)            |
| 1926 Lahti             | Jacob Tullin Thams (NOR)    | Otto Aasen (NOR)            | Georg Østerholt (NOR)            |
| 1927 Cortina d'Ampezzo | Tore Edman (SWE)            | Willen Dick (TCH)           | Bertil Carlsson (SWE)            |
| 1929 Zakopane          | Sigmund Ruud (NOR)          | Kristian Johansson (NOR)    | Hans Kleppen (NOR)               |
| 1930 Oslo              | Gunnar Andersen (NOR)       | Reidar Andersen (NOR)       | Sigmund Ruud (NOR)               |
| 1931 Oberhof           | Birger Ruud (NOR)           | Fritz Kaufmann (SUI)        | Sven Eriksson (SWE)              |
| 1933 Innsbruck         | Marcel Reymond (SUI)        | Rudolf Burkert (TCH)        | Sven Eriksson (SWE)              |
| 1934 Sollefteå         | Kristian Johansson (NOR)    | Arne Hovde (NOR)            | Sven Eriksson (SWE)              |
| 1935 Vysoké Tatry      | Birger Ruud (NOR)           | Reidar Andersen (NOR)       | Alf Andersen (NOR)               |
| 1937 Chamonix          | Birger Ruud (NOR)           | Reidar Andersen (NOR)       | Sigurd Sollid (NOR)              |
| 1938 Lahti             | Asbjørn Ruud (NOR)          | Stanisław Marusarz (POL)    | Hilmar Myhra (NOR)               |
| 1939 Zakopane          | Josef 'Sepp' Bradl (GER)    | Birger Ruud (NOR)           | Arnholdt Kongsgård (NOR)         |
| 1950 Lake Placid       | Hans Bjørnstad (NOR)        | Thure Lindgren (SWE)        | Arnfinn Bergmann (NOR)           |
| 1954 Falun             | Matti Pietikäinen (FIN)     | Veikko Heinonen (FIN)       | Bror Östman (SWE)                |
| 1958 Lahti             | Juhani Kärkinen (FIN)       | Ensio Hyytiä (FIN)          | Helmut Recknagel (GDR)           |
| 1962 Zakopane          | Helmut Recknagel (GDR)      | Nikolaj Kamenskij (URS)     | Niilo Halonen (FIN)              |
| 1966 Oslo              | Bjørn Wirkola (NOR)         | Takashi Fujisawa (JPN)      | Kjell Sjöberg (SWE)              |
| 1970 Vysoké Tatry      | Garij Napalkov (URS)        | Jiří Raška (TCH)            | Stanisław Gąsienica Daniel (POL) |
| 1974 Falun             | Hans-Georg Aschenbach (GDR) | Heinz Wosipiwo (GDR)        | Rudolf Höhnl (TCH)               |
| 1978 Lahti             | Tapio Räisänen (FIN)        | Alois Lipburger (AUT)       | Falko Weisspflog (GDR)           |
| 1982 Oslo              | Matti Nykänen (FIN)         | Olav Hansson (NOR)          | Armin Kogler (AUT)               |
| 1985 Seefeld           | Per Bergerud (NOR)          | Jari Puikkonen (FIN)        | Matti Nykänen (FIN)              |
| 1987 Oberstdorf        | Andreas Felder (AUT)        | Vegard Opaas (NOR)          | Ernst Vettori (AUT)              |
| 1989 Lahti             | Jari Puikkonen (FIN)        | Jens Weißflog (GDR)         | Matti Nykänen (FIN)              |
| 1991 Val di Fiemme     | Franci Petek (YUG)          | Rune Olijnyk (NOR)          | Jens Weißflog (GER)              |
| 1993 Falun             | Espen Bredesen (NOR)        | Jaroslav Sakala (CZE)       | Andreas Goldberger (AUT)         |
| 1995 Thunder Bay       | Tommy Ingebrigtsen (NOR)    | Andreas Goldberger (AUT)    | Jens Weißflog (GER)              |
| 1997 Trondheim         | Masahiko Harada (JPN)       | Dieter Thoma (GER)          | Sylvain Freiholz (SUI)           |
| 1999 Ramsau            | Martin Schmitt (GER)        | Sven Hannawald (GER)        | Hideharu Miyahira (JPN)          |
| 2001 Lahti             | Martin Schmitt (GER)        | Adam Malysz (POL)           | Janne Ahonen (FIN)               |
| 2003 Val di Fiemme     | Adam Malysz (POL)           | Matti Hautamäki (FIN)       | Noriaki Kasai (JPN)              |
| 2005 Oberstdorf        | Janne Ahonen (FIN)          | Roar Ljøkelsøy (NOR)        | Jakub Janda (CZE)                |
| 2007 Sapporo           | Simon Ammann (SUI)          | Harri Olli (FIN)            | Roar Ljøkelsøy (NOR)             |
| 2009 Liberec           | Andreas Küttel (SUI)        | Martin Schmitt (GER)        | Anders Jacobsen (NOR)            |
| 2011 Oslo              | Gregor Schlierenzauer (AUT) | Thomas Morgenstern (AUT)    | Simon Ammann (SUI)               |
| 2013 Val di Fiemme     | Kamil Stoch (POL)           | Peter Prevc (SLO)           | Anders Jacobsen (NOR)            |
| 2015 Falun             | Severin Freund (GER)        | Gregor Schlierenzauer (AUT) | Rune Velta (NOR)                 |
| 2017 Lahtis            | Stefan Kraft (AUT)          | Andreas Wellinger (GER)     | Piotr Żyła (POL)                 |
| 2019 Seefeld           | Markus Eisenbichler (GER)   | Karl Geiger (GER)           | Killian Peier (SUI)              |
| 2021 Oberstdorf        | Stefan Kraft (AUT)          | Robert Johansson (NOR)      | Karl Geiger (GER)                |

Stora backens individuella tävling är en av endast tre tävlingar som varit med från starten 1925.

### Individuellt - normalbacke
Debuterade: 1962.
| Spel               | Guld                        | Silver                      | Brons                     |
| 1962 Zakopane      | Toralf Engan (NOR)          | Antoni Łaciak (POL)         | Helmut Recknagel (GDR)    |
| 1966 Oslo          | Bjørn Wirkola (NOR)         | Dieter Neuendorf (GDR)      | Paavo Lukkariniemi (FIN)  |
| 1970 Vysoké Tatry  | Garij Napalkov (URS)        | Yukio Kasaya (JPN)          | Lars Grini (NOR)          |
| 1974 Falun         | Hans-Georg Aschenbach (GDR) | Dietrich Kampf (GDR)        | Aleksej Borovitin (URS)   |
| 1978 Lahti         | Matthias Buse (GDR)         | Henry Glass (GDR)           | Aleksej Borovitin (URS)   |
| 1982 Oslo          | Armin Kogler (AUT)          | Jari Puikkonen (FIN)        | Ole Bremseth (NOR)        |
| 1985 Seefeld       | Jens Weißflog (GDR)         | Andreas Felder (AUT)        | Per Bergerud (NOR)        |
| 1987 Oberstdorf    | Jiří Parma (TCH)            | Matti Nykänen (FIN)         | Vegard Opaas (NOR)        |
| 1989 Lahti         | Jens Weißflog (GDR)         | Ari-Pekka Nikkola (FIN)     | Heinz Kuttin (AUT)        |
| 1991 Val di Fiemme | Heinz Kuttin (AUT)          | Kent Johanssen (NOR)        | Ari-Pekka Nikkola (FIN)   |
| 1993 Falun         | Masahiko Harada (JPN)       | Andreas Goldberger (AUT)    | Jaroslav Sakala (CZE)     |
| 1995 Thunder Bay   | Takanobu Okabe (JPN)        | Hiroya Saito (JPN)          | Mika Laitinen (FIN)       |
| 1997 Trondheim     | Janne Ahonen (FIN)          | Masahiko Harada (JPN)       | Andreas Goldberger (AUT)  |
| 1999 Ramsau        | Kazuyoshi Funaki (JPN)      | Hideharu Miyahira (JPN)     | Masahiko Harada (JPN)     |
| 2001 Lahti         | Adam Malysz (POL)           | Martin Schmitt (GER)        | Martin Höllwarth (AUT)    |
| 2003 Val di Fiemme | Adam Malysz (POL)           | Tommy Ingebrigtsen (NOR)    | Noriaki Kasai (JPN)       |
| 2005 Oberstdorf    | Rok Benkovic (SLO)          | Jakub Janda (CZE)           | Janne Ahonen (FIN)        |
| 2007 Sapporo       | Adam Malysz (POL)           | Simon Ammann (SUI)          | Thomas Morgenstern (AUT)  |
| 2009 Liberec       | Wolfgang Loitzl (AUT)       | Gregor Schlierenzauer (AUT) | Simon Ammann (SUI)        |
| 2011 Oslo          | Thomas Morgenstern (AUT)    | Andreas Kofler (AUT)        | Adam Malysz (POL)         |
| 2013 Val di Flemme | Anders Bardal (NOR)         | Gregor Schlierenzauer (AUT) | Peter Prevc (SVN)         |
| 2015 Falun         | Rune Velta (NOR)            | Severin Freund (GER)        | Stefan Kraft (AUT)        |
| 2017 Lahtis        | Stefan Kraft (AUT)          | Andreas Wellinger (GER)     | Markus Eisenbichler (GER) |
| 2019 Seefeld       | Dawid Kubacki (POL)         | Kamil Stoch (POL)           | Stefan Kraft (AUT)        |
| 2021 Oberstdorf    | Piotr Żyła (POL)            | Karl Geiger (GER)           | Anže Lanišek (SLO)        |

### Lag - stor backe
Debuterade: 1982.
| Spel               | Guld                                                                              | Silver                                                                         | Brons                                                                                  |
| 1982 Oslo          | Johan Sætre Per Bergerud Ole Bremseth Olav Hansson Norge                          | Hans Wallner Hubert Neuper Armin Kogler Andreas Felder Österrike               | Keijo Korhonen Jari Puikkonen Pentti Kokkonen Matti Nykänen Finland                    |
| 1984 Engelberg     | Markku Pusenius Pentti Kokkonen Jari Puikkonen Matti Nykänen Finland              | Ulf Findeisen Matthias Buse Klaus Ostwald Jens Weißflog Östtyskland            | Ladislav Dluhoš Vladimír Podzimek Jiří Parma Pavel Ploc Tjeckoslovakien                |
| 1985 Seefeld       | Tuomo Ylipulli Pentti Kokkonen Matti Nykänen Jari Puikkonen Finland               | Andreas Felder Armin Kogler Günther Stranner Ernst Vettori Österrike           | Frank Sauerbrey Manfred Deckert Klaus Ostwald Jens Weißflog Östtyskland                |
| 1987 Oberstdorf    | Matti Nykänen Ari-Pekka Nikkola Tuomo Ylipulli Pekka Suorsa Finland               | Ole Christian Eidhammer Hroar Stjernen Ole Gunnar Fidjestøl Vegard Opaas Norge | Ernst Vettori Richard Schallert Franz Neuländtner Andreas Felder Österrike             |
| 1989 Lahti         | Ari-Pekka Nikkola Jari Puikkonen Matti Nykänen Risto Laakkonen Finland            | Magne Johansen Clas Brede Bråthen Ole Gunnar Fidjestøl Jon Inge Kjørum Norge   | Jiří Parma Martin Švagerko Ladislav Dluhoš Pavel Ploc Tjeckoslovakien                  |
| 1991 Val di Fiemme | Heinz Kuttin Ernst Vettori Stefan Horngacher Andreas Felder Österrike             | Ari-Pekka Nikkola Raimo Ylipulli Vesa Hakala Risto Laakkonen Finland           | Heiko Hunger André Kiesewetter Dieter Thoma Jens Weißflog Tyskland                     |
| 1993 Falun         | Bjørn Myrbakken Helge Brendryen Øyvind Berg Espen Bredesen Norge                  | Martin Švagerko Slovakien František Jež Jiří Parma Jaroslav Sakala Tjeckien    | Ernst Vettori Heinz Kuttin Stefan Horngacher Andreas Goldberger Österrike              |
| 1995 Thunder Bay   | Jani Soininen Janne Ahonen Mika Laitinen Ari-Pekka Nikkola Finland                | Jens Weißflog Gerd Siegmund Hansjörg Jäkle Dieter Thoma Tyskland               | Takanobu Okabe Jin’ya Nishikata Hiroya Saito Naoki Yasuzaki Japan                      |
| 1997 Trondheim     | Ari-Pekka Nikkola Jani Soininen Mika Laitinen Janne Ahonen Finland                | Kazuyoshi Funaki Takanobu Okabe Masahiko Harada Hiroya Saito Japan             | Christof Duffner Martin Schmitt Hansjörg Jäkle Dieter Thoma Tyskland                   |
| 1999 Ramsau        | Sven Hannawald Christof Duffner Dieter Thoma Martin Schmitt Tyskland              | Noriaki Kasai Hideharu Miyahira Masahiko Harada Kazuyoshi Funaki Japan         | Andreas Widhölzl Martin Höllwarth Reinhard Schwarzenberger Stefan Horngacher Österrike |
| 2001 Lahti         | Sven Hannawald Michael Uhrmann Alexander Herr Martin Schmitt Tyskland             | Risto Jussilainen Jani Soininen Ville Kantee Janne Ahonen Finland              | Andreas Goldberger Wolfgang Loitzl Martin Höllwarth Stefan Horngacher Österrike        |
| 2003 Val di Fiemme | Janne Ahonen Tami Kiuru Arttu Lappi Matti Hautamäki Finland                       | Kazuyoshi Funaki Akira Higashi Hideharu Miyahira Noriaki Kasai Japan           | Tommy Ingebrigtsen Lars Bystøl Sigurd Pettersen Bjørn Einar Romøren Norge              |
| 2005 Oberstdorf    | Wolfgang Loitzl Andreas Widhölzl Thomas Morgenstern Martin Höllwarth Österrike    | Risto Jussilainen Tami Kiuru Matti Hautamäki Janne Ahonen Finland              | Bjørn Einar Romøren Sigurd Pettersen Lars Bystøl Roar Ljøkelsøy Norge                  |
| 2007 Sapporo       | Wolfgang Loitzl Gregor Schlierenzauer Andreas Kofler Thomas Morgenstern Österrike | Tom Hilde Anders Bardal Anders Jacobsen Roar Ljøkelsøy Norge                   | Shōhei Tochimoto Takanobu Okabe Daiki Ito Noriaki Kasai Japan                          |
| 2009 Liberec       | Wolfgang Loitzl Martin Koch Thomas Morgenstern Gregor Schlierenzauer Österrike    | Anders Bardal Tom Hilde Johan Remen Evensen Anders Jacobsen Norge              | Shōhei Tochimoto Takanobu Okabe Daiki Ito Noriaki Kasai Japan                          |
| 2011 Oslo          | Gregor Schlierenzauer Martin Koch Andreas Kofler Thomas Morgenstern Österrike     | Anders Jacobsen Bjørn Einar Romøren Anders Bardal Tom Hilde Norge              | Peter Prevc Jurij Tepeš Jernej Damjan Robert Kranjec Slovenien                         |
| 2013 Val di Fiemme | Wolfgang Loitzl Manuel Fettner Thomas Morgenstern Gregor Schlierenzauer Österrike | Andreas Wank Severin Freund Michael Neumayer Richard Freitag Tyskland          | Maciej Kot Piotr Zyla Dawid Kubacki Kamil Stoch Polen                                  |
| 2015 Falun         | Anders Bardal Anders Jacobsen Anders Fannemel Rune Velta Norge                    | Stefan Kraft Michael Hayböck Manuel Poppinger Gregor Schlierenzauer Österrike  | Piotr Żyła Klemens Murańka Jan Ziobro Kamil Stoch Polen                                |
| 2017 Lahtis        | Piotr Żyła Dawid Kubacki Maciej Kot Kamil Stoch Polen                             | Anders Fannemel Johann André Forfang Daniel-André Tande Andreas Stjernen Norge | Michael Hayböck Manuel Fettner Gregor Schlierenzauer Stefan Kraft Österrike            |
| 2019 Seefeld       | Karl Geiger Richard Freitag Stephan Leyhe Markus Eisenbichler Tyskland            | Philipp Aschenwald Michael Hayböck Daniel Huber Stefan Kraft Österrike         | Yukiya Satō Daiki Itō Junshirō Kobayashi Ryōyū Kobayashi Japan                         |
| 2021 Oberstdorf    | Pius Paschke Severin Freund Markus Eisenbichler Karl Geiger Tyskland              | Philipp Aschenwald Jan Hörl Daniel Huber Stefan Kraft Österrike                | Piotr Żyła Andrzej Stękała Kamil Stoch Dawid Kubacki Polen                             |

Extra VM-tävling 1984 i Engelberg, Schweiz då lag-hoppningen inte fanns med på programmet i Olympiska vinterspelen 1984 i Sarajevo.

### Lag - normalbacke
Debuterade: 2001. Inte med: 2003. Återupptaget: 2005. Inte med: 2007-9. Återupptaget: 2011. Inte med: 2013.
| Spel            | Guld                                                                            | Silver                                                               | Brons                                                                   |
| 2001 Lahti      | Wolfgang Loitzl Andreas Goldberger Stefan Horngacher Martin Höllwarth Österrike | Matti Hautamäki Risto Jussilainen Ville Kantee Janne Ahonen Finland  | Sven Hannawald Michael Uhrmann Alexander Herr Martin Schmitt Tyskland   |
| 2005 Oberstdorf | Wolfgang Loitzl Andreas Widhölzl Thomas Morgenstern Martin Höllwarth Österrike  | Michael Neumayer Martin Schmitt Michael Uhrmann Georg Späth Tyskland | Primož Peterka Jure Bogataj Rok Benkovic Jernej Damjan Slovenien        |
| 2011 Oslo       | Gregor Schlierenzauer Martin Koch Andreas Kofler Thomas Morgenstern Österrike   | Anders Jacobsen Bjørn Einar Romøren Anders Bardal Tom Hilde Norge    | Martin Schmitt Michael Neumayer Michael Uhrmann Severin Freund Tyskland |

## Backhoppning - damer

### Individuellt normalbacke
Debuterade: 2009.
| Spel               | Guld                    | Silver                  | Brons                            |
| 2009 Liberec       | Lindsey Van (USA)       | Ulrike Grässler (GER)   | Anette Sagen (NOR)               |
| 2011 Oslo          | Daniela Iraschko (AUT)  | Elena Runggaldier (ITA) | Coline Mattel (FRA)              |
| 2013 Val di Fiemme | Sarah Hendrickson (USA) | Sara Takanashi (JPN)    | Jacqueline Seifriedsberger (AUT) |
| 2015 Falun         | Carina Vogt (GER)       | Yuki Ito (JPN)          | Daniela Iraschko-Stolz (AUT)     |
| 2017 Lahtis        | Carina Vogt (GER)       | Yuki Ito (JPN)          | Sara Takanashi (JPN)             |
| 2019 Seefeld       | Maren Lundby (NOR)      | Katharina Althaus (GER) | Daniela Iraschko-Stolz (AUT)     |
| 2021 Oberstdorf    | Ema Klinec (SLO)        | Maren Lundby (NOR)      | Sara Takanashi (JPN)             |

### Individuellt stor backe
Debuterade: 2021.
| Spel            | Guld               | Silver               | Brons              |
| 2021 Oberstdorf | Maren Lundby (NOR) | Sara Takanashi (JPN) | Nika Križnar (SLO) |

### Lag - normalbacke
Debuterade: 2019.
| Spel            | Guld                                                                        | Silver                                                                                 | Brons                                                                     |
| 2019 Seefeld    | Juliane Seyfarth Ramona Straub Carina Vogt Katharina Althaus Tyskland       | Eva Pinkelnig Jacqueline Seifriedsberger Chiara Hölzl Daniela Iraschko-Stolz Österrike | Anna Odine Strøm Ingebjørg Saglien Bråten Silje Opseth Maren Lundby Norge |
| 2021 Oberstdorf | Daniela Iraschko-Stolz Sophie Sorschag Chiara Hölzl Marita Kramer Österrike | Nika Križnar Špela Rogelj Urša Bogataj Ema Klinec Slovenien                            | Silje Opseth Anna Odine Strøm Thea Minyan Bjørseth Maren Lundby Norge     |

## Mix-tävling

### Lag, normalbacke
Debuterade: 2013.
| Spel               | Guld                                                                        | Silver                                                                                     | Brons                                                                       |
| 2013 Val di Fiemme | Yuki Ito Daiki Ito Sara Takanashi Taku Takeuchi Japan                       | Chiara Hölzl Thomas Morgenstern Jacqueline Seifriedsberger Gregor Schlierenzauer Österrike | Ulrike Gräßler Richard Freitag Carina Vogt Severin Freund Tyskland          |
| 2015 Falun         | Carina Vogt Richard Freitag Katharina Althaus Severin Freund Tyskland       | Line Jahr Anders Bardal Maren Lundby Rune Velta Norge                                      | Sara Takanashi Noriaki Kasai Yuki Ito Taku Takeuchi Japan                   |
| 2017 Lahtis        | Carina Vogt Markus Eisenbichler Svenja Würth Andreas Wellinger Tyskland     | Daniela Iraschko-Stolz Michael Hayböck Jacqueline Seifriedsberger Stefan Kraft Österrike   | Sara Takanashi Taku Takeuchi Yuki Ito Daiki Itō Japan                       |
| 2019 Seefeld       | Katharina Althaus Markus Eisenbichler Juliane Seyfarth Karl Geiger Tyskland | Eva Pinkelnig Philipp Aschenwald Daniela Iraschko-Stolz Stefan Kraft Österrike             | Anna Odine Strøm Robert Johansson Maren Lundby Andreas Stjernen Norge       |
| 2021 Oberstdorf    | Katharina Althaus Markus Eisenbichler Anna Rupprecht Karl Geiger Tyskland   | Silje Opseth Robert Johansson Maren Lundby Halvor Egner Granerud Norge                     | Marita Kramer Michael Hayböck Daniela Iraschko-Stolz Stefan Kraft Österrike |